# Gaspar de Quesada
Gaspar de Quesada (morto em 7 de abril de 1520) foi um explorador espanhol que participou da Circum-navegação de Magalhães como capitão do Concepción, um dos cinco navios da expedição. Aproximadamente seis meses após a partida, Quesada, com dois outros capitães espanhóis, tentou derrubar Magalhães no motim de Páscoa no porto sul-americano de San Julián. O motim falhou e Magalhães executou Quesada.

## Expedição de Magalhães
Pouco se sabe sobre a vida de Quesada antes da expedição de Magalhães. Uma carta do cônsul Sebastião Álvares a Manuel I de Portugal descrevia Quesada como "um servo do Arcebispo [de Sevilha]". Carlos I da Espanha escreveu que havia sido "informado sobre sua reputação e habilidades".
Quesada foi nomeado capitão pelo arcebispo Juan Rodríguez de Fonseca (líder da Casa de Contratação das Índias), junto com os outros dois capitães espanhóis da expedição, Juan de Cartagena e Luis Mendoza. Esses três capitães desprezavam Magalhães, o capitão-general português da expedição, e seriam os arquitetos do motim de Páscoa.
A expedição deixou a Espanha em 20 de setembro de 1519, navegando para o oeste em direção à América do Sul. Durante uma escala nas Ilhas Canárias, Magalhães recebeu uma mensagem secreta de seu sogro, Duarte Barbosa, avisando-o de que os capitães espanhóis planejavam um motim. Mais tarde, durante a travessia do Atlântico, na sequência do julgamento de um marinheiro apanhado em acto de sodomia, Magalhães reuniu-se com os seus capitães para discutir a sua rota. Durante a reunião, Cartagena tornou-se cada vez mais desrespeitoso com Magalhães, declarando que não aceitaria mais ordens do capitão-general. Com isso, Magalhães agarrou Cartagena e o declarou preso. Em resposta, Cartagena então convocou Quesada e Mendoza para retaliar contra Magalhães (uma incitação ao motim). Quesada e Mendoza recuaram. Após o confronto, Cartagena foi brevemente colocado no estoque, mas Quesada e Mendoza persuadiram Magalhães a libertar Cartagena e permitir que ele fosse confinado ao Victoria (sob o comando de Mendoza).
A expedição desembarcou no Rio de Janeiro em dezembro de 1519, onde permaneceram por duas semanas. Depois de um incidente em que Cartagena foi autorizado a deixar o Victoria para desembarcar (possivelmente para participar das celebrações orgiásticas que aconteciam com os nativos, ou como parte de outro plano de motim), Magalhães considerou abandonar Cartagena, mas em vez disso o transferiu para a custódia de Quesada a bordo do Concepción.
Depois de deixar o Rio de Janeiro no final de 1519, a frota navegou para o sul ao longo da costa por três meses, em busca de uma passagem ao redor ou através do continente. Quando as condições climáticas se tornaram intoleráveis, a frota ancorou em 31 de março em um porto natural que chamaram de San Julián, localizado na atual Argentina. Lá eles planejaram esperar o inverno passar antes de retomar a busca por um estreito.

### Motim de Páscoa
Juntamente com Juan de Cartagena e Luis Mendoza, Quesada foi um dos principais arquitetos do motim da Páscoa em San Julián, que ocorreu de 1 a 2 de abril. O motim começou por volta da meia-noite de 1º de abril, quando Quesada e Cartagena lideraram secretamente trinta homens armados a bordo do San Antonio, saindo do Concepción em um esquife. Eles assumiram o controle do San Antonio, com Quesada esfaqueando e ferindo mortalmente Juan de Elorriaga, o contramestre do navio, que resistiu aos amotinados. Quesada declarou-se capitão do San Antonio, com Cartagena voltando a comandar o Concepción. Com o Victoria comandado por Mendoza, os amotinados controlavam três dos cinco navios da frota.
Magalhães lutou com sucesso contra os amotinados, primeiro matando Mendoza e assumindo o controle do Victoria, depois bloqueando o porto para evitar que Concepción e San Antonio escapassem.
Quesada aparentemente pretendia fugir na madrugada de 3 de abril, mas antes do amanhecer, o San Antonio se aproximou da nau capitânia de Magalhães, o Trinidad, e um grupo invadiu o navio, onde encontraram Quesada vagando pelo tombadilho com armadura completa, carregando uma lança e escudo. Quesada e seus parceiros conspiradores foram presos, e a tripulação restante do San Antonio jurou lealdade a Magalhães. Diferentes explicações foram oferecidas para o motivo pelo qual o San Antonio caiu no colo de Magalhães, incluindo:
- Uma maré vazante forte.
- Querendo adiantar os trabalhos ao amanhecer, Quesada levantou três das quatro âncoras do navio. A única âncora restante era insuficiente para evitar que o navio derivasse.
- Outros relatos afirmam que Magalhães enviou um único marinheiro em um esquife ao San Antonio para cortar o cabo da âncora. Ele pode ter sido autorizado a embarcar porque alegou ser um desertor, ou por leais a Magalhães no San Antonio.

## Morte
Após o motim da Páscoa, Magalhães realizou uma corte marcial, condenando Quesada à morte (o outro capitão espanhol sobrevivente, Juan de Cartagena, foi condenado ao abandono). Incapaz de encontrar um carrasco voluntário, Magalhães se ofereceu para comutar a sentença do escudeiro de Quesada, Luís de Molina, se ele cumprisse o dever. Molina concordou e, em 7 de abril de 1520, Quesada foi decapitado. Os corpos dele e de Mendoza foram esquartejados e as partes empaladas e expostas em forcas como um aviso. Mais tarde, o corsário inglês Francis Drake teria encontrado a forca quando julgou e executou Thomas Doughty em San Julián em 1578.

### De tradução
- Este artigo foi inicialmente traduzido, total ou parcialmente, do artigo da Wikipédia em inglês cujo título é «Guaspar de Quesada».